# Juliette (livro)
Juliette (em francês: L'Histoire de Juliette ou les Prospérités du vice) é um romance escrito pelo Marquês de Sade e publicado entre 1797–1801, acompanhando a versão de 1797 de Sade do seu romance Justine. Enquanto Justine, irmã de Juliette, era uma virtuosa mulher que consequentemente encontrou nada além de desespero e abuso, Juliette é uma assassina ninfomaníaca amoral que é bem-sucedida e feliz. O título completo do romance no original francês é L'Histoire de Juliette ou les Prospérités du vice, e o título em inglês é "Juliette, or Vice Amply Rewarded" (contra "Justine, ou Os Infortúnios da Virtude", considerado para ser o prelúdio de Juliette). Como muitas outras de suas obras, Juliette segue um padrão de cenas pornográficas violentamente seguidas por longos tratados em uma ampla gama de tópicos filosóficos, incluindo teologia, moralidade, estética, naturalismo e também a sombria visão fatalista metafísica de mundo de Sade.

## Enredo
A maior parte do romance é uma narrativa em primeira pessoa na qual a amoral Juliette conta à sua irmã moral Justine, entre outras pessoas, os acontecimentos de sua vida.:100 Juliette é criada em um convento. Entretanto, aos treze anos, ela é seduzida por uma mulher que imediatamente explica que moralidade, religião e outros tais conceitos são sem sentido. Há uma infinidade de reflexões filosóficas similares durante o livro, todas atacando as ideias de Deus, moral, remorso, amor, etc., a conclusão geral sendo que o único objetivo em vida é "divertir-se, não importa a quem custe". Juliette leva isso para o extremo e consegue matar seu caminho através de numerosas pessoas, incluindo vários membros da família e amigos.
Durante a vida de Juliette da idade de 13 a cerca dos 30, a devassa anti-heroína engaja em praticamente todas as formas de depravação e encontra uma série de semelhantes libertinos. Ela conhece a feroz Clairwil, cuja principal paixão é em assassinar jovens homens e meninos como vingança pela brutalidade dos homens em relação às mulheres. Ela conhece Saint Fond, um multi-milionário de 50 anos que assassinou seu pai, que comete incesto com sua filha, tortura jovens meninas até a morte em uma base diária e até mesmo desenha um ambicioso esquema para provocar uma fome que vai acabar com metade da população da França. Ela também se familiariza com Minski, um gigantesco ogro moscovita que se deleita em estuprar e torturar meninos e meninas até a morte antes de comê-los. O romance também contém várias cenas de "fetichismo, exibicionismo, voyeurismo, masoquismo sexual, sadismo sexual, pedofilia, zoofilia, e necrofilia", bem como violência sexual horrível.:107

### Pessoas reais emJuliette
Durante sua turnê pela Europa, Juliette encontra uma série de libertinos, incluindo várias figuras históricas que são retratadas como depravadas. Uma longa audiência com o Papa Pio VI é uma das mais extensas cenas em Juliette. A heroína repetidamente aborda o papa pelo seu nome civil "Braschi". Ela também ostenta seu aprendizado com um catálogo verbal, mas altamente detalhado, de alegadas imoralidades cometidas por seus antecessores papais. A conversação deles termina (como quase todas as outras cenas na narrativa) com uma orgia, na qual o Papa Pio é retratado como um secreto libertino. Ao discutir o assassinato, Braschi observa que a crueldade é essencial ao prazer, observando que "matar não é suficiente, é preciso matar de forma hedionda".:107
Logo depois disso, o personagem masculino Brisatesta narra dois escandalosos encontros. O primeiro é com a "Princesa Sofia, sobrinha do Rei da Prússia", que tinha acabado de se casar com "o Estatuder" em Haia. Isto é presumivelmente intencionado à Guilhermina da Prússia, Princesa de Orange, que se casou com Guilherme V, de Orange, o último Estatuder holandês, em 1767, e ainda estava vivo quando Juliette foi publicado 30 anos depois. O segundo encontro é com Catarina, a Grande, Imperatriz da Rússia.

## Temas
Se alguém remove a narrativa e cenas pornográficas de Juliette, o que iria ser deixado poderia talvez ser o melhor exemplo da filosofia ao longo da vida de Sade. Juliette sustenta que a "natureza" (muitas vezes referida como 'ela' pelos personagens) é o principal motor de toda a experiência humana, e através da implantação de apetites e desejos sexuais no homem têm assim justificado todas as depravações sexuais. De Sade argumenta que o desejo é um fenômeno intrinsecamente natural e, portanto, é totalmente justificável, não importa o quão violento ou depravado, por isso ter vindo da natureza, e por estabelecer regras, tais como moralidade e lei política quais previnem um de exercer seus desejos, a humanidade está ofendendo a natureza.

## Publicação e recepção
Ambos Justine e Juliette foram publicados anonimamente. Napoleão Bonaparte ordenou a detenção do autor, e como resultado de Sade foi encarcerado sem julgamento pelos últimos treze anos de sua vida.
O ensaio "Juliette or Enlightenment and Morality" em Dialectic of Enlightenment (1947) de Max Horkheimer e Theodor W. Adorno analisa Juliette como a personificação da filosofia do Iluminismo. Eles escrevem: "ela demoniza o Catolicismo como uma mitologia mais atualizada, e com isso a civilização como um todo [...] seus procedimentos são iluminados e eficientes como ela segue seu trabalho de sacrilégio [...] Ela favorece sistema e consequência".